# الدوري الأردني 1979
إحصائيات الدوري الأردني للمحترفين في عام 1979.

## نظرة عامة
الأهلي فاز  بالبطولة.

## وصلات خارجية
- الاتحاد الأردني لكرة القدم